# (18639) Aoyunzhiyuanzhe
(18639) Aoyunzhiyuanzhe est un astéroïde de la ceinture principale.

## Description
(18639) Aoyunzhiyuanzhe est un astéroïde de la ceinture principale. Il fut découvert le 5 mars 1998 à la station de Xinglong par le programme Beijing Schmidt CCD Asteroid Program. Il présente une orbite caractérisée par un demi-grand axe de 2,69 UA, une excentricité de 0,02 et une inclinaison de 2,5° par rapport à l'écliptique.

## Compléments